# تششمه خاني عليا (مقاطعة دلفان)
تششمه‌خاني عليا (بالفارسية: چشمه‌خانی علیا) هي قرية تقع في قسم خاوة الجنوبي الريفي (مقاطعة دلفان) في إيران. يقدر عدد سكانها بـ 120 نسمة .